# دماء شابة (فلم)
دماء شابة (بالإنجليزية: Youngblood) هو فيلم دراما رياضي أمريكي من إنتاح عام 1986، إخراج بيتر ماركل الذي شارك أيضا بكتابة القصة مع جون ويتمان وبطولة روب لوو وسينثيا جيب وإد لايتير وباتريك سويزي.

## ملخص القصة
تدور أحداث الفيلم في أجواء رياضة الهوكي يرغب الشاب الموهوب في لعبة الهوكي (دين يونجبلود) أن يبرز مهاراته أثناء اللعب ليبرهن لمدربه أنه لاعب محترف ومن جانب اخر يخوذ (دين) علاقة مع ابنة المدرب،

## طاقم التمثيل
- روب لوو في دور دين يونجبلود
- باتريك سويزي في دور ديريك ساتون
- سينثيا جيب في دور جيسي تشادويك
- إيريك نيستيرينكو في دور بلين يونجبلود
- جيم يونجز في دور كيلي يونج بلود
- إد لوتر في دور موراي تشادويك، مدرب الفرس
- كيانو ريفز في دور هيفر،
- جورج فين دور كارل راكي
- بيتر فاوسيت في دور هيوي هيويت
- سيمون هيرنغ
- فيونولا فلانجان في دور ماكجيل
- روب سابينزا
- مرآة هاري
- مارتن دونفي

## وصلات خارجية
- مقالات تستعمل روابط فنية بلا صلة مع ويكي بيانات